# Guillermo Olaso
Guillermo Olaso De la Rica nacido el 25 de marzo de 1988 es un tenista profesional español.
Desde febrero de 2018 posee el récord de haber ganado la muerte súbita más larga de la historia en un torneo ATP Challenger (22-20), disputado en Dallas frente al ruso Evgeny Karlosvskiy.

## Carrera
Su ranking más alto a nivel individual fue el puesto N.º 167, alcanzado el 18 de julio de 2011. A nivel de dobles alcanzó el puesto N.º 160 el 11 de octubre de 2010.
Hasta el momento ha obtenido 2 títulos de la categoría ATP Challenger Series, en la modalidad de dobles.

## Títulos ATP Challenger; 2 (0 + 2)

### Dobles
| N.º | Fecha      | Torneo                  | Superficie    | Compañero | Oponentes en la final           | Resultado           |
| --- | ---------- | ----------------------- | ------------- | --------- | ------------------------------- | ------------------- |
| 1.  | 04.10.2010 | Challenger de Tarragona | Tierra batida | Pere Riba | Pablo Andújar Gerard Granollers | 7–6(1), 4–6, [10–5] |
| 2.  | 12.05.2013 | Challenger de Qarshi    | Dura          | Ti Chen   | Jordan Kerr Konstantin Kravchuk | 7–6(5), 7–5         |